# فورتيس
مجموعة فورتيس مؤسسة مصرفية استثمارية مالية وتعمل أيضا للتأمين بلجيكية هولندية تأسست عام 1990 وله مقران في هولندا وبلجيكا في عام 2007 حصل البنك على الرقم 20 في قائمة أكبر بنوك العالم من حيث العوائد. كانت مجموعة فورتيس مُدرجة في بورصة يورونكست بروكسل ويورونكست أمستردام ولوكسمبورغ.

## الأزمة المالية العالمية 2008
انهار البنك وتم تاميمه جزئيا وذلك ب 11 مليار يورو من قبل سلطات البلونكس (بلجيكا وهولندا ولكسمبورغ).